# Championnats d'Europe de course en montagne 2018
Navigation
2017 2019
Les championnats d'Europe de course en montagne 2018 sont une compétition de course en montagne qui s'est déroulée le 1er juillet 2018 à Skopje, en République de Macédoine. Il s'agit de la vingt-quatrième édition de l'épreuve.

## Résultats
La course seniors s'est disputée sur un parcours de 11,0 km comportant un dénivelé positif de 700 m pour autant de dénivelé négatif. Avec 78 coureurs au départ, la course masculine est remportée par l'Italien Bernard Dematteis qui devance ses compatriotes Cesare Maestri et Martin Dematteis. L'Italie remporte ainsi le classement par équipes masculin. La course féminine, avec 68 athlètes au départ, est remportée par la Suissesse Maude Mathys qui devance la Française Anaïs Sabrié et la Britannique Emma Gould. Le classement par équipes féminin est dominé par la France. L’épreuve junior est disputée sur un circuit de 6,0 km pour 365 m de dénivelé positif, elle est remportée par le Roumain Gabriel Bularda et l'Italienne Angela Mattevi.

### Seniors
| Rang               | Athlète           | Pays        | Temps       |
| ------------------ | ----------------- | ----------- | ----------- |
| Médaille d'or      | Bernard Dematteis | Italie      | 46 min 51 s |
| Médaille d'argent  | Cesare Maestri    | Italie      | 47 min 18 s |
| Médaille de bronze | Martin Dematteis  | Italie      | 47 min 47 s |
| 4                  | Ferhat Bozkurt    | Turquie     | 48 min 00 s |
| 5                  | Andrew Douglas    | Royaume-Uni | 48 min 14 s |
| 6                  | Christian Mathys  | Suisse      | 48 min 34 s |
| 7                  | Emmanuel Meyssat  | France      | 48 min 47 s |
| 8                  | Francesco Puppi   | Italie      | 49 min 25 s |

| Rang               | Pays                                                                                             | Points |
| ------------------ | ------------------------------------------------------------------------------------------------ | ------ |
| Médaille d'or      | Italie Bernard Dematteis (1er) Cesare Maestri (2e) Martin Dematteis (3e) Francesco Puppi (8e)    | 6      |
| Médaille d'argent  | Royaume-Uni Andrew Douglas (5e) Chris Arthur (11e) Maximilian Nicholls (12e) Nick Swinburn (17e) | 28     |
| Médaille de bronze | France Emmanuel Meyssat (7e) Alexandre Fine (14e) Julien Rancon (16e) Didier Zago (20e)          | 37     |

| Rang               | Athlète            | Pays        | Temps       |
| ------------------ | ------------------ | ----------- | ----------- |
| Médaille d'or      | Maude Mathys       | Suisse      | 52 min 32 s |
| Médaille d'argent  | Anaïs Sabrié       | France      | 56 min 41 s |
| Médaille de bronze | Emma Gould         | Royaume-Uni | 57 min 48 s |
| 4                  | Eli Anne Dvergsdal | Norvège     | 57 min 53 s |
| 5                  | Lucie Maršánová    | Tchéquie    | 57 min 54 s |
| 6                  | Élise Poncet       | France      | 57 min 54 s |
| 7                  | Domenika Mayer     | Allemagne   | 57 min 57 s |
| 8                  | Sarah McCormack    | Irlande     | 58 min 01 s |

| Rang               | Pays | Points |
| ------------------ | --- | ------ |
| Médaille d'or      | France Anaïs Sabrié (2e) Élise Poncet (6e) Clémentine Geoffray (10e) Christel Dewalle (23e)              | 18     |
| Médaille d'argent  | Tchéquie Lucie Maršánová (5e) Pavla Schorná-Matyášová (13e) Adéla Stránská (16e) Dagmar Rychnovská (29e) | 34     |
| Médaille de bronze | Royaume-Uni Emma Gould (3e) Bronwen Jenkinson (12e) Katie Walshaw (24e) Heidi Davies (35e)               | 39     |

### Juniors
| Rang               | Athlète         | Pays        | Temps       |
| ------------------ | --------------- | ----------- | ----------- |
| Médaille d'or      | Gabriel Bularda | Roumanie    | 25 min 45 s |
| Médaille d'argent  | Joseph Dugdale  | Royaume-Uni | 25 min 52 s |
| Médaille de bronze | Giovanni Rossi  | Italie      | 25 min 57 s |

| Rang               | Pays                                                                                           | Points |
| ------------------ | ---------------------------------------------------------------------------------------------- | ------ |
| Médaille d'or      | Royaume-Uni Joseph Dugdale (2e) Euan Brennan (5e) Matthew Mackay (9e) Josh Boyle (19e)         | 16     |
| Médaille d'argent  | Turquie Yusuf Matur (4e) Ahmet Alkanoğlu (5e) Hüseyin Can (13e) Orhan Öztürk (31e)             | 22     |
| Médaille de bronze | France Théo Détienne (7e) Dylan Ribeiro (8e) François-Joseph Bové (10e) Adrien Grataloup (17e) | 25     |

| Rang               | Athlète        | Pays        | Temps       |
| ------------------ | -------------- | ----------- | ----------- |
| Médaille d'or      | Angela Mattevi | Italie      | 29 min 30 s |
| Médaille d'argent  | Anna MacFadyen | Royaume-Uni | 30 min 24 s |
| Médaille de bronze | Scarlet Dale   | Royaume-Uni | 30 min 30 s |

| Rang               | Pays                                                                                       | Points |
| ------------------ | ------------------------------------------------------------------------------------------ | ------ |
| Médaille d'or      | Italie Angela Mattevi (1re) Alessia Scaini (4e) Gaia Colli (7e) Anna Arnaudo (11e)         | 12     |
| Médaille d'argent  | Royaume-Uni Anna MacFadyen (2e) Scarlet Dale (3e) Lauren Dickson (8e) Rosie Woodhams (23e) | 13     |
| Médaille de bronze | France Constance Parrot (5e) Emma Vella (10e) Mallaurie Mattana (12e) Manon Cumy (18e)     | 27     |